# Loja dos Hereges Mercantes
Loja dos Hereges Mercantes terá sido a primeira loja maçónica formada em Portugal, ainda Reino de Portugal.
Foi fundada em Lisboa em 1727 e regularizada em 1735, com a sua filiação na Grande Loja de Inglaterra, em Londres, através da acção dum maçon escocês chamado George Gordon. 
Apesar de constar que terá acontecido inicialmente fruto de esforços dum certo católico britânico, de seu nome Willian Degood e que se relacionava com Alexandre de Gusmão, julga-se que era frequentado acima de tudo por protestantes ingleses o que estaria muito mais de acordo com a sua herege designação.
Manteve-se em funções até 1755 quando foi "abatida".